# Shank (film 2010)
Shank è un film del 2010 diretto da Mo Ali.
Sceneggiato da Paul Van Carter, è stato girato a Londra nel 2009. Gli interpreti principali sono Adam Deacon, Bashy, Jennie Jacques e Kaya Scodelario. Il film è uscito nel Regno Unito il 26 marzo 2010.

## Trama
Nella Londra del 2015 la società come la intendiamo noi è crollata, le varie bande di criminali hanno preso il potere e l'economia è sprofondata nell'anarchia. Rager è il capo di una piccola gang: "The Paper Chaserz", che cerca di tenere sé stesso e il fratello minore Junior lontani dai guai e di non uccidere nessuno. Il gruppo progetta un furto di alcune merci; la rapina ha successo, ma una banda loro rivale chiama i Soldati, famosi per essere violenti e senza scrupoli, cercando di ottenere le merci rubate. "The Papers Chaserz" fugge, ma Junior viene inseguito e messo alle strette dai Soldati. Rager corre in aiuto al fratello, salvandolo dai rivali. Una volta allontanatosi Junior, il fratello maggiore viene accoltellato dal capo dei Soldati: Tugz. A questo punto Junior cerca vendetta e la pianifica con il resto della banda, a cui si uniscono tre ragazze: Ree Ree, Tash, e Little Lexy, che, come loro, vogliono vendetta.